# ユノハマサラグモ
ユノハマサラグモ Turinyphia yunohamensis (Boesenberg & Strand, 1906) は、サラグモ科のクモの一つ。同科では大きくて目立つ網を張るものの一つ。

## 特徴
体長は雌で4.1-5.4mm。頭胸部背面は明るい赤褐色で、中央に縦の黒い斑紋がある。歩脚は緑を帯びた赤褐色。腹部は卵形で地色は白、中央に縦長の黒い斑紋がある。また両側面にも縦に続く黒斑と、それに沿った黄斑がある。
雄は小柄で細身で、斑紋は雌に似るが不明瞭。触肢器官が小さく、その点で他種と区別できる。

## 分布と生息環境
本州、四国、九州に分布。国外では韓国と中国から知られる。里山から山地に見られ、平地で見ることは少ない。森林の周辺や林道、渓流沿いの樹木の枝の間、草の間などに見られる。浅間他(2001)は平地には少ないとしながらも、学校の校庭に出ることもあるとしている。

## 生態など
造網性で、伏せ皿型の皿網を張る。シート部分は直径10-3ocm、深さ1-5cm程度で、浅くはあるが、このタイプの網では大きい方である。クモは皿の中央下面に定位する。獲物がかかるとシート面の下から噛み付いて、それから糸を掛け、ドームの中央で食べる。
初夏に成熟するが、成体の見られる期間は短く、特に雄は10日前後しか見られない。

## 分類・類似種など
同属のものでは日本ではこの1種のみ知られる。類似の種は幾つかある。伏せ皿型の皿網で、腹部が白地に黒斑を持つものはアシナガサラグモ、シロブチサラグモ、タイリクサラグモなど数種である。いずれもよく似ているが、背面の斑紋である程度は区別できる。

### 和名について
和名のユノハマサラグモは学名の種小名である yunohamensis（＝ユノハマ産の）に由来する。ところがこの種のタイプ産地は佐賀県の湯ノ原（佐賀郡富士町）である。これは新種記載の時に誤ってこう書いたのに基づき、和名はその間違いをそのまま引いてしまった為である。